# Pallig Tokesen
Pallig Tokesen var en dansk storman och hövding som mördades 13 november 1002 i England under Danemordet. Pallig var gift med Gunhild Haraldsdatter, dotter till kung Harald Blåtand. Gunhild dog också i danemordet 1002. Pallig var i England, rekryterad av Ethelred II och blev utsedd till jarl över Devonshire. 
Inga källor finns bevarade som omnämner vilka Palligs föräldrar var. Trots detta förekommer det en modern uppgift om att hans far skulle ha varit Toke Gormsen, en son till kung Gorm.
Toke Gormsen stupade i slaget vid Fyrisvallarna ca 980 och hans hirdman Asbjörn Tokesen reste en sten över honom. Denne Asbjörn skulle alltså ha varit bror till Pallig men någon koppling dem emellan är inte känd. Toke var ett mycket vanligt namn på 900-talet.